# エミリオ・パガン
エミリオ・エンリケ・パガン（Emilio Enrique Pagan, 1991年5月7日 - ）は、アメリカ合衆国サウスカロライナ州シンプソンビル出身のプロ野球選手（投手）。右投左打。MLBのシンシナティ・レッズ所属。

## 経歴

### プロ入りとマリナーズ時代
2013年のMLBドラフト10巡目（全体297位）でシアトル・マリナーズから指名され、プロ入り。この年は傘下のアパラチアンリーグのルーキー級プラスキ・マリナーズでプロデビュー。A-級エバレット・アクアソックスでもプレーし、2球団合計で20試合に登板して1勝1敗12セーブ、防御率1.03、35奪三振を記録した。
2014年はA級クリントン・ランバーキングスでプレーし、42試合に登板して2勝3敗16セーブ、防御率2.89、62奪三振を記録した。
2015年はA+級ベーカーズフィールド・ブレイズでプレーし、42試合に登板して3勝8敗3セーブ、防御率2.53、88奪三振を記録した。オフの11月に開催された第1回WBSCプレミア12のプエルトリコ代表に選出された。
2016年はAA級ジャクソン・ジェネラルズとAAA級タコマ・レイニアーズでプレーし、41試合に登板して5勝3敗10セーブ、防御率2.49、84奪三振を記録した。オフにはアリゾナ・フォールリーグに参加し、ピオリア・ハベリーナズに所属した。
2017年はシーズン開幕前の2月8日に第4回ワールド・ベースボール・クラシック（WBC）のプエルトリコ代表に選出された。3月22日の決勝アメリカ合衆国戦に敗戦し、2大会連続で準優勝となった。シーズンでは開幕をAAA級タコマで迎え、5月2日にメジャー契約を結んでアクティブ・ロースター入りすると、翌3日のロサンゼルス・エンゼルス戦でメジャーデビューを果たした。この年メジャーでは34試合に登板して2勝3敗、防御率3.22、56奪三振を記録した。

### アスレチックス時代

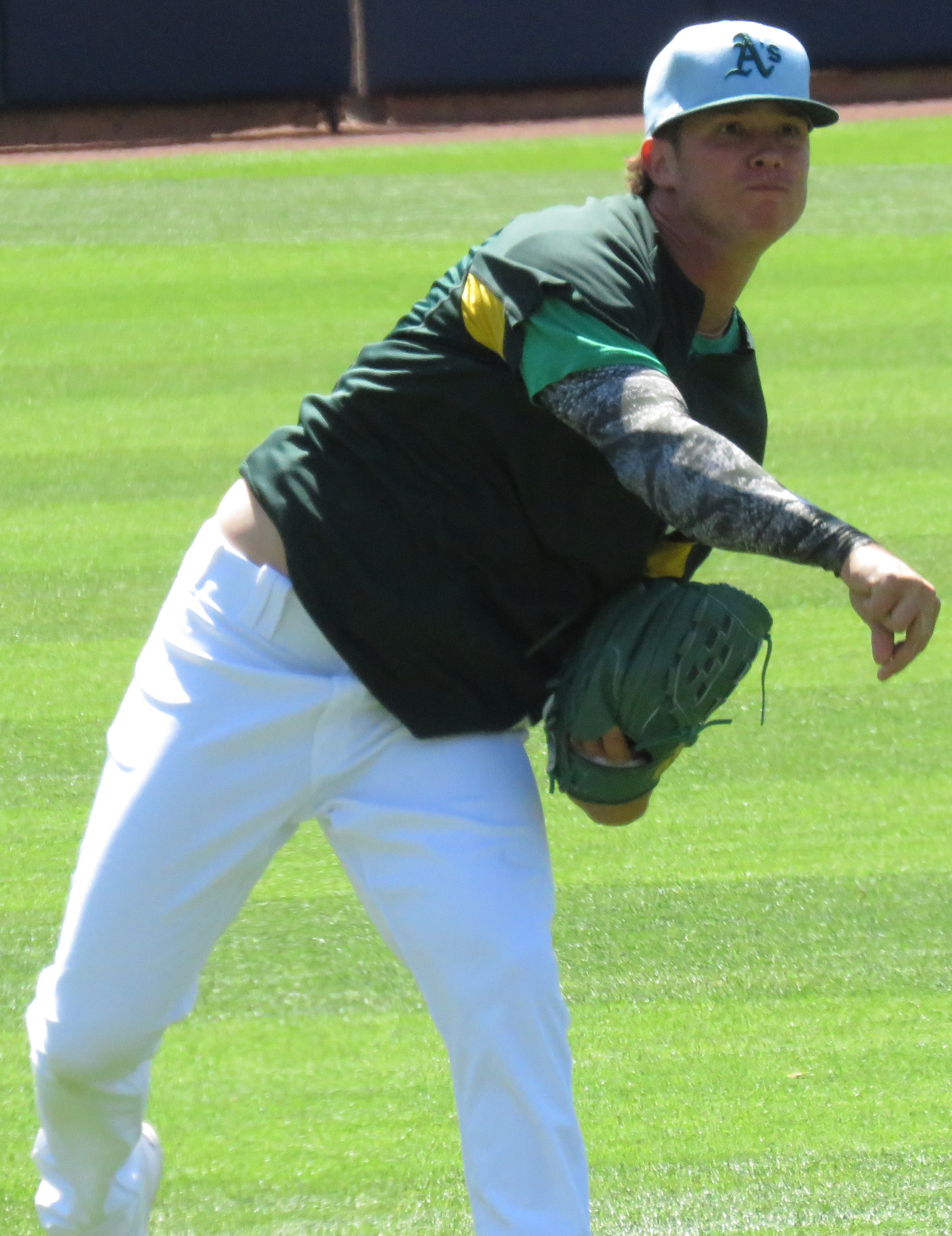
オークランド・アスレチックス時代
（2018年6月16日）

2017年11月15日にリオン・ヒーリーとのトレードで、アレクサンダー・カンポスと共にオークランド・アスレチックスへ移籍した。
2018年は開幕からメジャーだったが、5月2日にAAA級ナッシュビル・サウンズに降格した。5月18日にメジャーに昇格した。

### レイズ時代
2018年12月21日にアスレチックスとタンパベイ・レイズとテキサス・レンジャーズによって三角トレードが行われ、レイズはパガンとローリー・レイシーと2019年のMLBドラフトでの優先指名権を獲得、アスレチックスはジュリクソン・プロファーを獲得、レンジャーズはブロック・バークとカイル・バードとヨエル・エスピナルとイーライ・ホワイトとインターナショナル・ボーナス・プールの75万ドルを獲得した。
2019年は66試合に登板して4勝2敗20セーブ、防御率2.31、96奪三振を記録した。

### パドレス時代
2020年2月8日にマニュエル・マーゴット、ローガン・ドリスコルとのトレードで、サンディエゴ・パドレスへ移籍した。この年は22試合に登板して0勝1敗2セーブ、防御率4.50、23奪三振を記録した。
2021年は67試合に登板して4勝3敗、防御率4.83、69奪三振を記録した。

### ツインズ時代
2022年4月7日にテイラー・ロジャース、ブレント・ルッカー、金銭とのトレードで、クリス・パダック、後日発表選手と共にミネソタ・ツインズへ移籍した。
2023年はシーズン開幕前の3月に開催された第5回WBCのプエルトリコ代表に選出された。この年はオープナーとして通算369試合目にして初先発を経験し、シーズン全体では66試合に登板して5勝2敗1セーブ8ホールド、防御率2.99、65奪三振を記録した。オフの11月3日にフリーエージェント（FA）となった。

### レッズ時代
2023年11月29日にシンシナティ・レッズと2年総額1600万ドルで契約合意した。

## 選手としての特徴
フォーシーム、カットボールの2球種で90%以上を占める速球派投手。稀にスライダー、カーブ、チェンジアップ、ツーシームを投げるが、全体の3%にも満たない。2022年からは新たにスプリッターを取り入れており、投球全体の20%前後を占めるようになった。2023年以降はこの3球種のみで組み立てられている。

## 詳細情報

### 年度別投手成績
| 年 度    | 球 団    | 登 板 | 先 発 | 完 投 | 完 封 | 無 四 球 | 勝 利 | 敗 戦 | セ 丨 ブ | ホ 丨 ル ド | 勝 率 | 打 者 | 投 球 回 | 被 安 打 | 被 本 塁 打 | 与 四 球 | 敬 遠 | 与 死 球 | 奪 三 振 | 暴 投 | ボ 丨 ク | 失 点 | 自 責 点 | 防 御 率 | W H I P |
| -------- | -------- | ----- | ----- | ----- | ----- | -------- | ----- | ----- | -------- | ----------- | ----- | ----- | -------- | -------- | ----------- | -------- | ----- | -------- | -------- | ----- | -------- | ----- | -------- | -------- | ------- |
| 2017     | SEA      | 34    | 0     | 0     | 0     | 0        | 2     | 3     | 0        | 8           | .400  | 196   | 50.1     | 39       | 7           | 8        | 0     | 1        | 56       | 1     | 0        | 20    | 18       | 3.22     | 0.93    |
| 2018     | OAK      | 55    | 0     | 0     | 0     | 0        | 3     | 1     | 0        | 7           | .750  | 262   | 62.0     | 55       | 13          | 19       | 1     | 3        | 63       | 3     | 0        | 30    | 30       | 4.35     | 1.19    |
| 2019     | TB       | 66    | 0     | 0     | 0     | 0        | 4     | 2     | 20       | 8           | .667  | 267   | 70.0     | 45       | 12          | 13       | 1     | 1        | 96       | 3     | 0        | 19    | 18       | 2.31     | 0.83    |
| 2020     | SD       | 22    | 0     | 0     | 0     | 0        | 0     | 1     | 2        | 7           | .000  | 87    | 22.0     | 14       | 4           | 9        | 0     | 0        | 23       | 0     | 0        | 11    | 11       | 4.50     | 1.05    |
| 2021     | SD       | 67    | 0     | 0     | 0     | 0        | 4     | 3     | 0        | 17          | .571  | 263   | 63.1     | 56       | 16          | 18       | 0     | 2        | 69       | 0     | 0        | 35    | 34       | 4.83     | 1.17    |
| 2022     | MIN      | 59    | 0     | 0     | 0     | 0        | 4     | 6     | 9        | 7           | .400  | 274   | 63.0     | 60       | 12          | 26       | 2     | 1        | 84       | 3     | 0        | 36    | 31       | 4.43     | 1.37    |
| 2023     | MIN      | 66    | 1     | 0     | 0     | 0        | 5     | 2     | 1        | 8           | .714  | 273   | 69.1     | 45       | 5           | 21       | 2     | 1        | 65       | 2     | 0        | 26    | 23       | 2.99     | 0.95    |
| 2024     | CIN      | 38    | 1     | 0     | 0     | 0        | 4     | 5     | 1        | 7           | .444  | 158   | 38.0     | 40       | 6           | 11       | 0     | 0        | 44       | 0     | 1        | 20    | 19       | 4.50     | 1.34    |
| MLB：8年 | MLB：8年 | 407   | 2     | 0     | 0     | 0        | 26    | 23    | 33       | 69          | .531  | 1780  | 438.0    | 354      | 75          | 125      | 6     | 9        | 500      | 12    | 1        | 197   | 184      | 3.78     | 1.09    |

- 2024年度シーズン終了時

### WBCでの投手成績
| 年 度 | 代 表        | 登 板 | 先 発 | 勝 利 | 敗 戦 | セ ｜ ブ | 打 者 | 投 球 回 | 被 安 打 | 被 本 塁 打 | 与 四 球 | 敬 遠 | 与 死 球 | 奪 三 振 | 暴 投 | ボ ｜ ク | 失 点 | 自 責 点 | 防 御 率 |
| ----- | ------------ | ----- | ----- | ----- | ----- | -------- | ----- | -------- | -------- | ----------- | -------- | ----- | -------- | -------- | ----- | -------- | ----- | -------- | -------- |
| 2017  | プエルトリコ | 2     | 0     | 0     | 0     | 0        | 7     | 2.0      | 1        | 0           | 1        | 0     | 0        | 0        | 0     | 0        | 0     | 0        | 0.00     |
| 2023  | プエルトリコ | 1     | 0     | 0     | 0     | 0        | 4     | 1.0      | 1        | 0           | 1        | 0     | 0        | 1        | 0     | 0        | 0     | 0        | 0.00     |

### WBSCプレミア12での投手成績
| 年 度 | 代 表        | 登 板 | 先 発 | 勝 利 | 敗 戦 | セ ｜ ブ | 打 者 | 投 球 回 | 被 安 打 | 被 本 塁 打 | 与 四 球 | 敬 遠 | 与 死 球 | 奪 三 振 | 暴 投 | ボ ｜ ク | 失 点 | 自 責 点 | 防 御 率 |
| ----- | ------------ | ----- | ----- | ----- | ----- | -------- | ----- | -------- | -------- | ----------- | -------- | ----- | -------- | -------- | ----- | -------- | ----- | -------- | -------- |
| 2015  | プエルトリコ | 3     | 0     | 0     | 1     | 0        | 22    | 6.0      | 1        | 0           | 2        | 0     | 0        | 6        | 1     | 0        | 1     | 0        | 0.00     |

### 年度別守備成績
| 年 度 | 球 団 | 投手（P） | 投手（P） | 投手（P） | 投手（P） | 投手（P） | 投手（P） |
| 年 度 | 球 団 | 試 合     | 刺 殺     | 補 殺     | 失 策     | 併 殺     | 守 備 率  |
| ----- | ----- | --------- | --------- | --------- | --------- | --------- | --------- |
| 2017  | SEA   | 34        | 0         | 2         | 0         | 0         | 1.000     |
| 2018  | OAK   | 55        | 4         | 4         | 0         | 0         | 1.000     |
| 2019  | TB    | 66        | 2         | 3         | 0         | 0         | 1.000     |
| 2020  | SD    | 22        | 1         | 0         | 0         | 0         | 1.000     |
| 2021  | SD    | 67        | 4         | 0         | 1         | 0         | .800      |
| 2022  | MIN   | 59        | 2         | 3         | 1         | 1         | .833      |
| 2023  | MIN   | 66        | 0         | 9         | 0         | 1         | 1.000     |
| 2024  | CIN   | 38        | 2         | 3         | 0         | 0         | 1.000     |
| MLB   | MLB   | 407       | 15        | 24        | 2         | 2         | .951      |

- 2024年度シーズン終了時

### 背番号
- 54（2017年）
- 15（2018年 - 2019年、2023年 - ）
- 14（2020年 - 2021年）
- 12（2022年）

### 代表歴
- 2015 WBSCプレミア12 プエルトリコ代表
- 2017 ワールド・ベースボール・クラシック・プエルトリコ代表
- 2023 ワールド・ベースボール・クラシック・プエルトリコ代表